# La Matanie
La Matanie (AFI: /(la)matani/), antiguamente Matane, es un municipio regional de condado (MRC) de la provincia de Quebec en Canadá. Está ubicado en la región administrativa de Bas-Saint-Laurent. El chef-lieu y municipio más poblado es Matane.

## Geografía

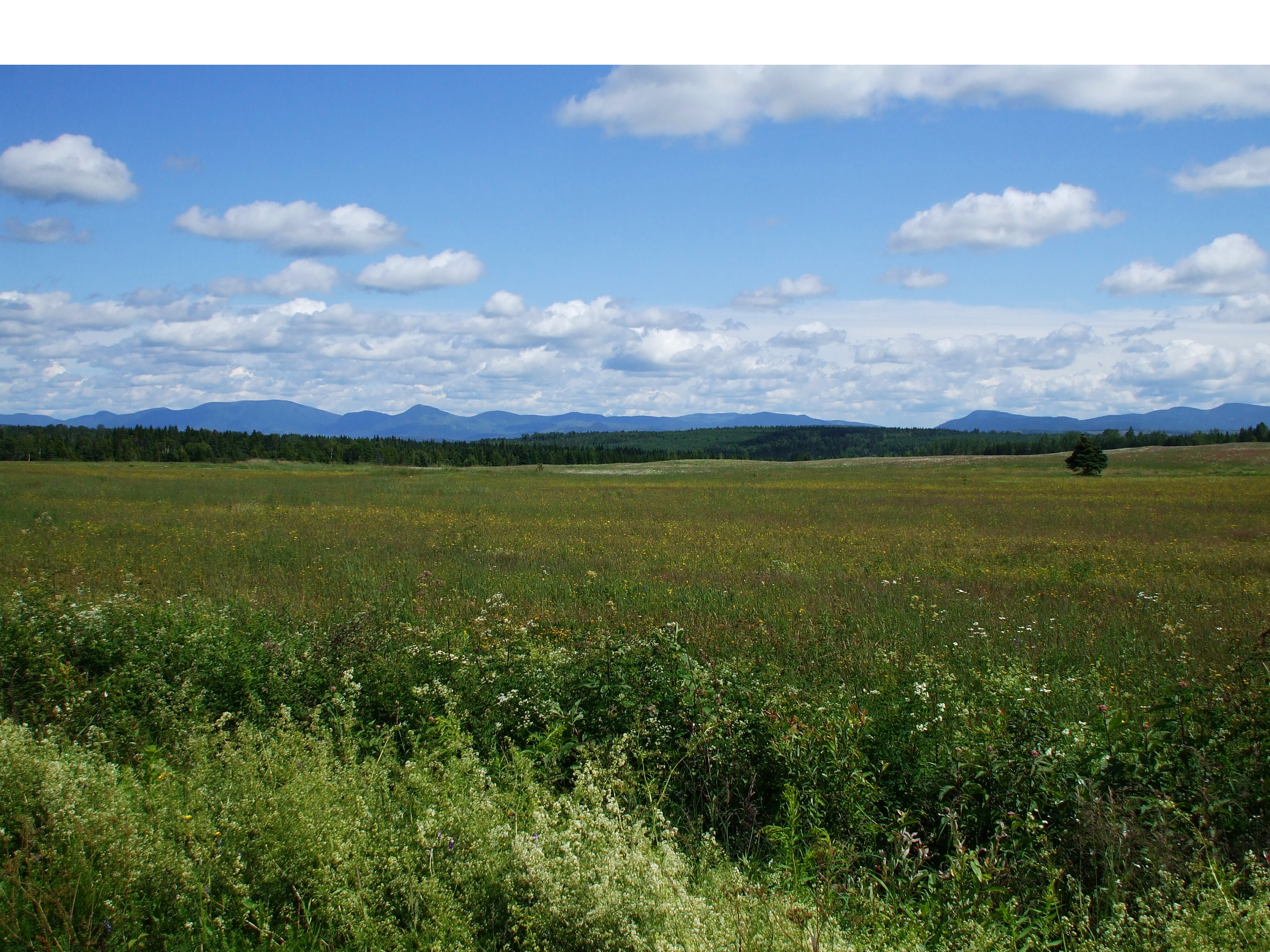
Saint-Jean-de-Cherbourg

El MRC de La Matanie se encuentra en la costa sur del estuario del San Lorenzo, limítrofe de la región de Gaspésie. Limita al este con el MRC de Alta Gaspésie, al sur con La Matapédia, al oeste con La Mitis y al norte con el estuario. En costa opuesta del estuario está ubicado el MRC de Manicouagan. Su superficie total es de 5509 km², de los cuales 3315 km² son tierra firme y 2194 km 2 de agua. La superficie de agua corresponde en mayora parte al estuario. La mitad de la superficie de tierra firme del MRC está situada en el territorio no organizado de Rivière-Bonjour. El territorio se compone de la región natural del litoral del estuario, de los montes Notre-Dame y de los montes de Gaspésie (Apalaches). Al interior, el lago Matane desemboca en el río Matane, afluente del San Lorenzo.

## Urbanismo

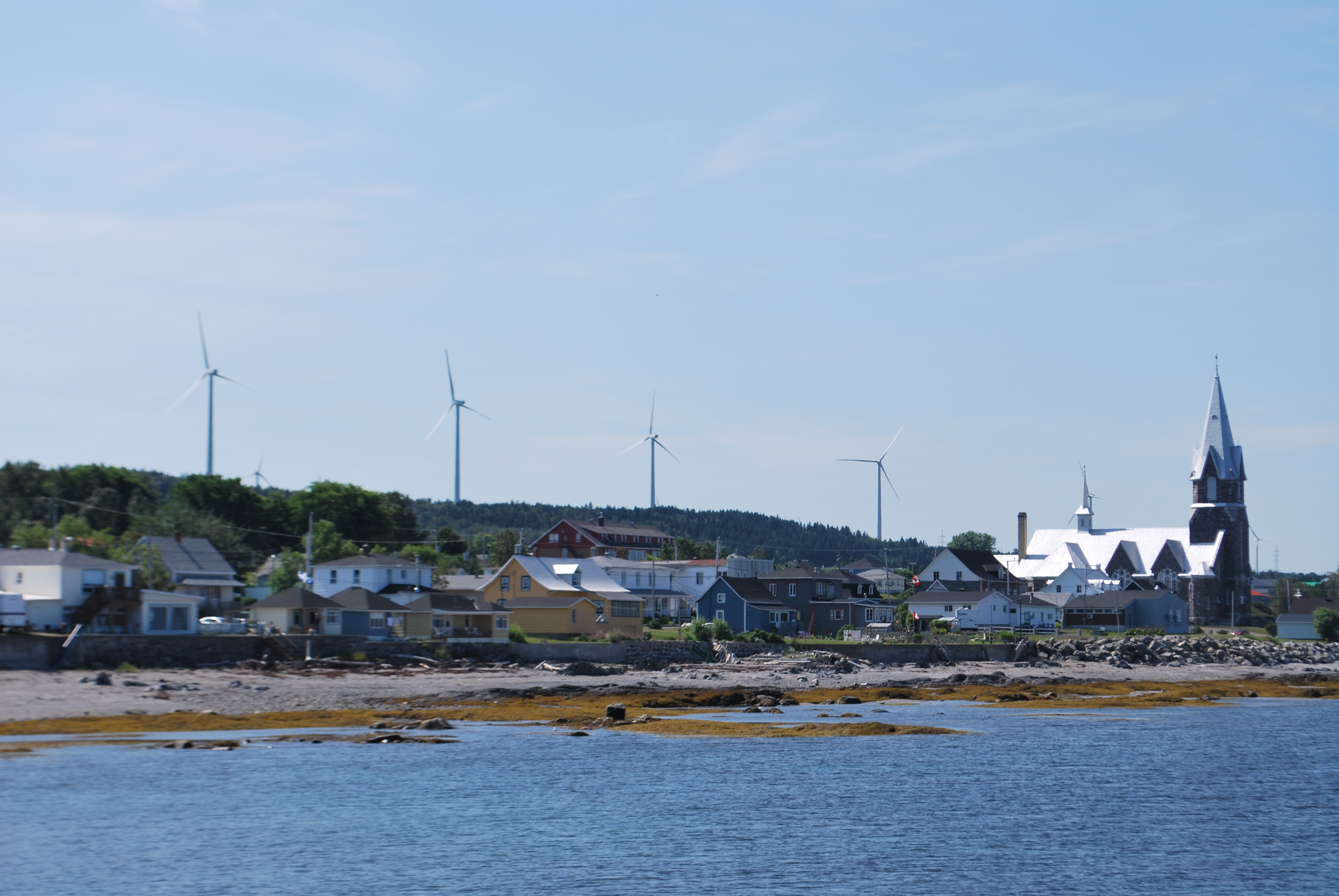
Baie-des-Sables

La reserva fáunica de Matane (1284 km²) y la zona de explotación controlada de Cap-Chat son áreas naturales del MRC. El área metropolitana de Matane comprene la ciudad de Matane así como los municipios vecinos de Saint-Ulric, Saint-René-de-Matane y Sainte-Félicité. Matane conecta con la región de Côte-Nord, gracias al transbordador Matane-Baie-Comeau-Godbout de la Société des traversiers du Québec y al transbordador ferroviario Matane-Baie-Comeau de Canadien National.
|        | Clase              | Orientación | Odónimo                                               | De                        | A               | Municipios del MRC                                                                 |
| QC 132 | Carretera nacional | EO          | Avenue du Centenaire, Avenue du Phare, Route Bellevue | Dundee                    | Gaspé           | Baie-des-Sables, Saint-Ulric, Matane, Sainte-Félicité, Grosses-Roches, Les Méchins |
| QC 195 | Carretera nacional | NS          | Avenue Saint-René, Rue du Parc-Industriel             | Saint-Zénon-du-Lac-Humqui | Matane          | Saint-René-de-Matane, Matane                                                       |
| QC 297 | Carretera regional | NS          | -                                                     | Saint-Moïse               | Baie-des-Sables | Baie-des-Sables                                                                    |

## Historia

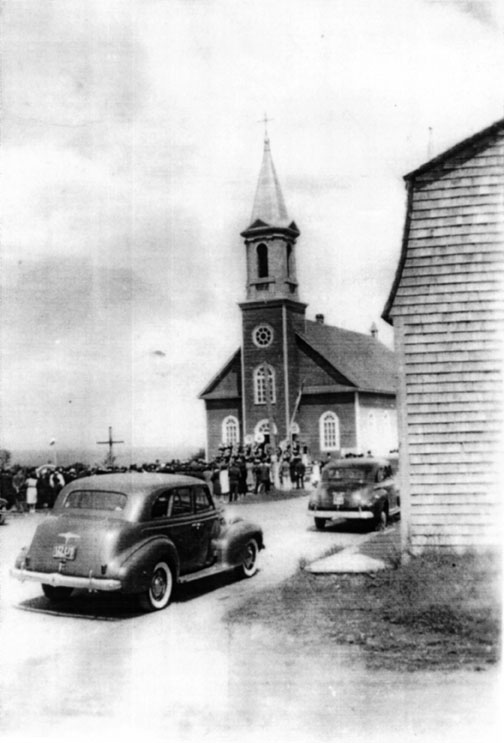
Grosses-Roches, 1941

Samuel de Champlain, considerado el «padre de Nueva Francia, asignó al río Matane el nombre de Mantanne, palabra del idioma micmac significando vivero de castores. El MRC de Matane, creado en 1982, sucedió al condado de Matane. El MRC cambió su nombre por el de La Matanie en 2013, topónimo empleado en 1945 por Antoine Gagnon en su obra geográfica para designar la región, más grande que la ciudad de Matane o la cuenca hidrográfica del Matane.

## Política
El prefecto actual (2016) es André Morin, alcalde de Grosses-Roches.
El territorio del MRC forma parte de las circunscripciones electorales de Matane-Matapédia a nivel provincial y de Aviñón—La Mitis—Matane—Matapédia a nivel federal.

## Demografía
Según el censo de Canadá de 2011, el MRC de La Matanie contaba con 21 786 habitantes. La densidad de población estaba de 6,6 hab./km². Entre 2006 y 2011 hubo una disminución de 471 habitantes (6,6 %). En 2011, el número total de inmuebles particulares era de 11 656, de los cuales 10 227 estaban ocupados por residentes habituales, otros siendo desocupados o residencias secundarias. La población es mi rural mi urbana y francófona. La mitad de la población vive en la ciudad de Matane. El área metropolitana de Matane contaba con 18 368 habitantes en 2011, o 84,3 % del total del MRC.
Evolución de la población total, 1991-2015

## Economía

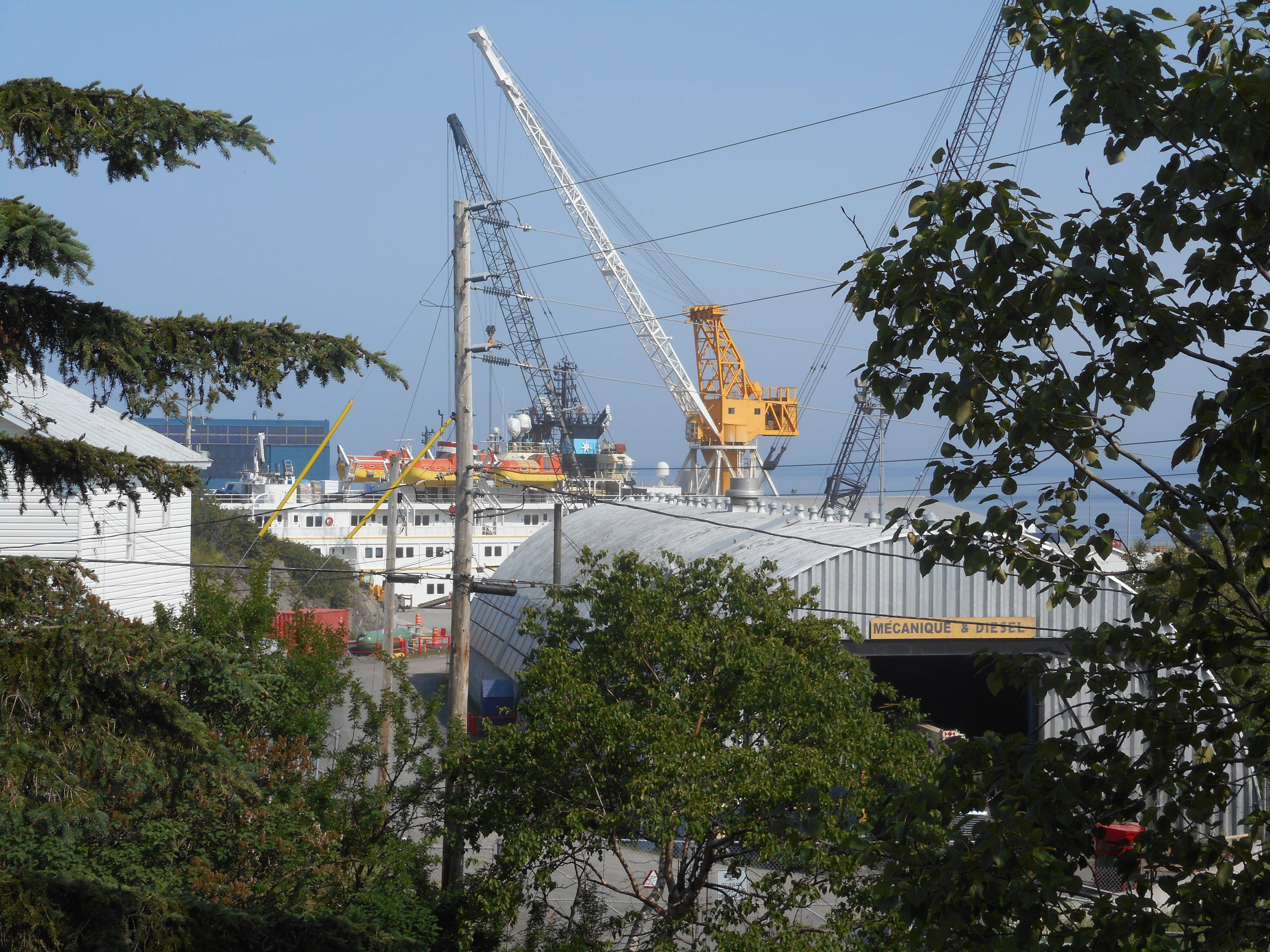
Verreault Navigation en Les Méchins

Las principales actividades económicas son la agricultura, la explotación forestal, la industria de la madera utilizada en la construcción, de los productos de la madera y de los productos alimentarios. Los servicios marítimos hacia Côte-Nord estimulan las relaciones económicas con esta región.

## Comunidades locales
Hay 11 municipios y 1 territorio no organizado en el MRC de La Matanie.
| Código | Nombre                  | Tipo                     | Fecha de constitución | Superficie total (km²) | Superficie agua (km²) | Superficie tierra (km²) | Población 2015 | Gentilicio (en francés)      | Densidad (hab./km²) | DT | NC |
| ------ | ----------------------- | ------------------------ | --------------------- | ---------------------- | --------------------- | ----------------------- | -------------- | ---------------------------- | ------------------- | -- | -- |
| 08005  | Les Méchins             | Municipio                | 27.12.1982            | 474,31                 | 33,09                 | 441,22                  | 1076           | Méchinois, e*                | 2,4                 | S  | 6  |
| 08010  | Saint-Jean-de-Cherbourg | Parroquia                | 01.05.1954            | 113,93                 | 0,16                  | 113,77                  | 188            | Cherbourgeois, e*            | 1,7                 | S  | 6  |
| 08015  | Grosses-Roches          | Municipio                | 19.08.1939            | 63,95                  | 0,30                  | 63,65                   | 377            | Rochelois, e*                | 5,9                 | S  | 6  |
| 08023  | Sainte-Félicité         | Municipio                | 10.01.1996            | 91,51                  | 0,19                  | 91,38                   | 1139           | Félicitois, e*               | 12,5                | S  | 6  |
| 08030  | Saint-Adelme            | Parroquia                | 09.09.1933            | 102,35                 | 0,73                  | 101,62                  | 484            | Saint-Adelmois, e*           | 4,8                 | S  | 6  |
| 08035  | Saint-René-de-Matane    | Municipio                | 18.12.1982            | 258,54                 | 2,84                  | 255,70                  | 1100           | Saint-Renén, ne*             | 4,3                 | S  | 6  |
| 08040  | Sainte-Paule            | Municipio                | 01.01.1968            | 87,95                  | 3,73                  | 84,22                   | 221            | Pauléen, ne*                 | 2,6                 | S  | 6  |
| 08053  | Matane                  | Ciudad                   | 26.09.2001            | 230,44                 | 34,80                 | 195,64                  | 14 371         | Matanais, e*                 | 73,5                | D  | 6  |
| 08065  | Saint-Léandre           | Parroquia                | 20.03.1912            | 105,78                 | 1,52                  | 104,26                  | 419            | Léandais, e*                 | 4,0                 | S  | 6  |
| 08073  | Saint-Ulric             | Municipio                | 25.04.1908            | 121,88                 | 1,68                  | 120,20                  | 1643           | Ulricois, e*                 | 13,7                | S  | 6  |
| 08080  | Baie-des-Sables         | Municipio                | 01.01.1859            | 65,27                  | 0,23                  | 65,04                   | 622            | Baie-des-Sablien, ne*        | 9,6                 | S  | 6  |
| 08902  | Rivière-Bonjour         | Territorio no organizado | 01.01.1986            | 1694,95                | 16,84                 | 1678,11                 | -              | -                            | 0,0                 | …  | …  |
| 080    | La Matanie              | MRC                      | 01.01.1982            | 3410,92                | 96,11                 | 3314,81                 | 21 640         | Matanois, e o Matanien, ne * | 6,5                 | …  | …  |

DT división territorial, D distritos, S sin división; * Oficial, ⁰ No oficial